# Chamwino (Distrikt)
Chamwino ist einer der sieben Distrikte der Region Dodoma in Tansania mit dem Verwaltungssitz in der Stadt Chamwino. Der Distrikt grenzt im Norden an den Distrikt Chemba, im Osten an die Region Manyara und die Distrikte Kongwa und Mpwapwa, im Süden an die Region Iringa und im Westen an die Distrikte Bahi sowie Dodoma Stadt.

## Geographie
Chamwino hat eine Fläche von 8056 Quadratkilometern und 486.176 Einwohner (Volkszählung 2022). Es liegt auf dem Zentralplateau von Tansania in einer Höhe von durchschnittlich 1200 Meter über dem Meer. Im Norden steigt das Land bis auf 1900 Meter an. Die Südgrenze bildet der Fluss Kisigo, der in den Ruaha mündet. Das Klima ist überwiegend ein lokales Steppenklima, BSh nach der effektiven Klimaklassifikation. Die Niederschläge sind gering, kaum über 500 Millimeter im Jahr. Die Durchschnittstemperatur liegt bei 23 Grad Celsius.

## Geschichte
Im Jahr 2007 wurde der frühere Distrikt „Dodoma Rural“ in die zwei Distrikte, Bahi und Chamwino, geteilt.

## Verwaltungsgliederung
Chamwino besteht aus 32 Bezirken (Wards):
- Haneti
- Segala
- Itiso
- Dabalo
- Membe
- Msanga
- Chilonwa
- Buigiri
- Majeleko
- Manchali
- Ikowa
- Msamalo
- Igandu
- Muungano
- Mvumi Makulu
- Handali
- Mvumi Mission
- Idifu
- Makang'wa
- Iringa Mvumi Zamani
- Manzase
- Fufu
- Mlowa Bwawani
- Mpwayungu
- Nghambaku
- Chinugulu
- Manda
- Huzi
- Loje
- Chiboli
- Nhinhi
- Zajilwa

## Bevölkerung
| Volkszählung | Einwohner |
| ------------ | --------- |
| 2002         | 259.885   |
| 2012         | 330.543   |
| 2022         | 486.176   |

| Die Einwohnerzahl stieg von 259.885 im Jahr 2002 auf 330.543 im Jahr 2012 und weiter auf 486.176 bei der Volkszählung 2022. Im Jahr 2012 sprachen knapp unter fünfzig Prozent der über Fünfjährigen Swahili und vier Prozent Swahili und Englisch, fast die Hälfte waren Analphabeten. | Die zur Anzeige dieser Grafik verwendete Erweiterung wurde dauerhaft deaktiviert. Wir arbeiten aktuell daran, diese und weitere betroffene Grafiken auf ein neues Format umzustellen. (Mehr dazu) |

- Bildung: Im Distrikt gibt es 120 Grundschulen und 29 weiterführende Schulen (Stand 2019).[10]
- Gesundheit: Für die medizinische Versorgung der Bevölkerung stehen ein Krankenhaus, fünf Gesundheitszentren und 58 Apotheken zur Verfügung.[10]
- Wasser: Über siebzig Prozent der Bevölkerung wurden mit sicherem und sauberem Wasser versorgt (Stand 2013).[11] Im Jahr 2019 wurde in der Gemeinde Makang’wa  ein solarbetriebenes Wasserversorgungsprojekt umgesetzt, sodass alle 7000 Haushalte mit täglich 300.000 Liter Wasser versorgt werden.[12]
- Energie: Elektrische Energie wird vom Mtera-Stausee im Süden des Distriktes gewonnen, 95 Prozent der Bevölkerung nutzen jedoch Holz und Holzkohle zum Kochen (Stand 2012).[13]

| - Landwirtschaft: Rund 90 Prozent der Bevölkerung leben von der Landwirtschaft. Am häufigsten werden Nahrungsmittel zur Selbstversorgung angebaut, das sind meist Hirse, Mais und Maniok. Für den Verkauf werden zusätzlich Trauben, Sonnenblumen, Erdnüsse und Reis gepflanzt. Etwa die Hälfte der Haushalte besitzt Nutztiere. Die am häufigsten gehaltenen Tiere sind Rinder, Geflügel und Ziegen (Stand 2012). - Handel und Gewerbe: Nur ein kleiner Teil der Bevölkerung arbeitet in Handel und Gewerbe. Meist sind es Kleinunternehmen, die lokale Produkte vermarkten oder verarbeiten, zum Beispiel Maismühlen oder Tischlereien. - Eisenbahn: Den Distrikt durchquert die Tanganjikabahn, die Dodoma mit dem Hafen Daressalam im Osten verbindet. Ein Bahnhof befindet sich in Igandu. - Straßen: Durch Chamwino verlaufen Nationalstraßen mit einer Gesamtlänge 35 Kilometer. Sowohl die T3 von Dodoma nach Morogoro als auch die T5 von Iringa nach Arusha durchqueren den Distrikt. Daneben gibt es hundert Kilometer Regional- und Distriktstraßen, die meist ebenso wie die Zubringerstraßen nur leicht befestigte Verkehrswege als Erdstraße oder mit Schotterung versehen sind. | Die zur Anzeige dieser Grafik verwendete Erweiterung wurde dauerhaft deaktiviert. Wir arbeiten aktuell daran, diese und weitere betroffene Grafiken auf ein neues Format umzustellen. (Mehr dazu) |

## Politik
In Chamwino wird ein Distriktrat (District council) alle 5 Jahre gewählt. Bei der Wahl im Jahr 2019 wurde Samwel A. Kaweya Vorsitzender des Rates.[veraltet]

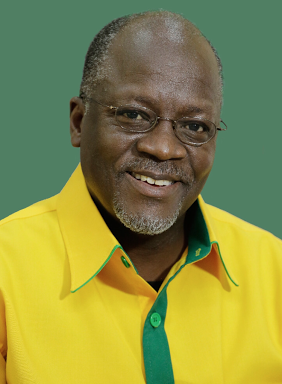
Präsident John Magufuli

## Sonstiges
- Präsident John Magufuli: Seitdem der tansanische Präsident John Magufuli im Oktober 2019 offiziell nach Dodoma übersiedelte, wohnt er in Chamwino.[19]
- Chamwino Musikfestival: Seit 2008 findet jährlich eine traditionelle Tanzveranstaltung in Chamwino statt. Zum zehnjährigen Jubiläum traten 1200 Künstler auf.[20][21][22]
- Chamwino war auch der Name eines 1965 in Rostock gebauten Frachtschiffes, das unter der Flagge von Tansania fuhr.